# ذا أثلتيك
ذا أثلتيك (بالإنجليزية: The Athletic)‏ هو قسم للصحافة الرياضية يعتمد على الاشتراك في صحيفة نيويورك تايمز.

## وصلات خارجية
- الموقع الرسمي
- The UK edition